# もしも願いが叶うなら
『もしも願いが叶うなら』（もしもねがいがかなうなら）は、1994年1月7日から3月25日まで毎週金曜21:00 - 21:54に、TBS系列の「金9ドラマ」枠で放送された日本のテレビドラマ。主演は中山美穂。
1995年3月31日にスペシャル版が放送された。
2025年現在、映像ソフト化は行われていない。

## あらすじ
幼少期に両親が離婚。一緒に暮らしていた母が亡くなってからは児童養護施設に収容されていた毛利未来。出会いを夢見ていた彼女は、大手商社の御曹司である井上健と婚約にこぎつけ、幸せの絶頂にあった。しかし未来のもとに、幼い頃に生き別れたという兄達が押しかけ、居座ってしまう。このドラマは、未来と3人の兄との悪戦苦闘を描いた、ハートフル・コメディである。

## キャスト
毛利未来（もうりみき）＜24→25＞
演 - 中山美穂
両親の離婚から数年後に母と死別。施設で育った。インテリアデザイナーになりたいという夢があったが、金銭的な理由から諦め、ファミリーレストランで接客をしながら玉の輿に乗ろうと王子様との出会いを夢見た末、レストランの客として出会った、テレビ局員で資産家の御曹司、健と婚約。結婚式の日に備え、出張の多い健の自宅マンションに移り住むが、間もなくして突然兄と名乗る3人組の男たちが押し掛けて来て部屋を荒らされたため激昂する。しかし彼らが自分が持っているものと同じ写真を持っていることに驚く。底抜けに明るい性格だが、親友の香久子に「男から本気で愛されたことがない」と言い放ち、大喧嘩になった。母と一緒に家を出る時に母と自分を見送っていた少年の面影を忘れられずにいる。SP編では虎男と結婚している。そして家に押しかけてきた虎男の娘・美樹の母親となった。また、虎男との子供を妊娠。夢は虎男との店を持つこと。
毛利虎男（もうりとらお）＜30＞
演 - 浜田雅功（ダウンタウン）
未来の長兄（血縁なし）。物心がつく前に、施設から毛利家に養子として引き取られたが、弟妹が生まれたことで疎まれるようになる。小さい頃の事故が元で片耳が不自由。この事故が養親の離婚を誘発することになる。母と未来が家を出た後は養父と弟達と暮らしていたが。養父の死後は関西方面へ単独で転居（そのため、言語が関西訛りとなる）。生活態度にだらしのない面が見られるが、根は優しい。未来と再会する数年前に離婚経験があり、スペシャルでは知らぬ間に生まれていた娘の美樹が押し掛けてきた（この頃、電気屋のバイトを辞めさせられている）。前妻との婚姻中に「娘が生まれたら未来と名付けたい」と口にしていた様子。また、SPでは未来と結婚している。
毛利竜次（もうりりゅうじ）＜28＞
演 - 浜崎貴司
未来の二兄。元動物園勤務で「ミキ」と名付けたグレーの毛並みの猫を連れてきて、マンションに居座る。野良犬を見捨てられずに家に連れて帰るほどの優しい動物好き。幼い頃に嫉妬心から未来を海に突き落としたことがあり、救助した虎男が聴力障がいを抱えた上、濡れ衣を着せられ、最終的に母と未来が家を出てしまった原因となったことを周囲に打ち明けられずに悩み、対人関係が苦手で口数の少ない内気な性格になっていった。スペシャルでは千鶴に恋心を抱き、最終的には駆け落ち同然で結婚。
毛利鷹志（もうりたかし）＜26＞
演 - 岡田浩暉
未来の三兄。スーパースターを夢見る売れないミュージシャン。ビッグマウスかつ女ぐせが悪く、ケンカっ早いためにトラブルが絶えないが、根は優しい。スペシャルでは敏腕マネージャーの目に留まり、メジャーデビューへの夢を着実に歩んでいる。しかし、紗子が忘れられず音楽の夢を諦めて紗子と結婚。
片桐朝子（かたぎりあさこ）
演 - 久本雅美
未来の隣人。カラオケスナック経営。未来たちが窮地に陥った際に助っ人として活躍する。虎男に恋心を抱いていた。SP編では黒人の男性と婚約する。
片桐夕子（かたぎりゆうこ）
演 - 宮本ひとみ
朝子の妹。
大島香久子（おおしまかこ）
演 - 渡辺満里奈
未来の親友。未来と同じ店で働いている。穏やかな性格だが、華やいだ印象を持つ未来に対して嫉妬心を抱き「本気で人を愛したことがない女」と陰口を叩いた。絶交状態となったり、鷹志と交際したこともある。その後は虎男と婚約までするも振られている。SP編で未来と破綻した健と結婚。
井上健（いのうえけん）
演 - うじきつよし
未来の婚約者で大企業の御曹司。優柔不断な性格だが、兄達のことでうやむやな態度を取る未来に激昂したこともある。のちに未来の虎男に対しての想いを汲んで破局。1年後に香久子と結婚した直後に海外赴任となる。
井上真知（いのうえまち）
演 - 白川由美
健の母。潔癖な性格で未来にも厳しかったが、中盤で「実は私も玉の輿に乗ったとして、叩かれたことがある」と未来に話して聞かせる。健との破綻後も未来とは実の母子のような交流を続けており、夫の浮気による離婚、健の海外赴任などから一人暮らしとなるが、未来から同居の申し出を受け、彼女たち夫婦や兄弟などと一緒に住むことになった。
宮下小織
演 - 生田智子
真知が決めた婚約者だったが、後に破綻する。5話で登場。
美樹
演 - 郷津絵里香（スペシャルのみ）
虎男と前妻の娘で小学生。何も知らずに育っていたが弟妹が生まれた後、一緒に暮らしていた父の態度の変化などから、実子ではないと気づき、反抗的な態度を取るようになる。母に追われるように家を出て、戸籍・血縁上の父である虎男の下へ押し掛ける。周囲を憎悪し、騒動を引き起こすが、同様の生い立ちを持つ虎男、そして孤独を感じて育った未来から娘として受け入れられたことで心境に変化が起こる。
本田紗子
演 - 田中律子（スペシャルのみ）
鷹志のファンで一時交際し始めたものの、スキャンダルを恐れて別れたがっている鷹志に邪険に扱われてしまうものの結局は鷹志と復縁し結婚。実家は長野。
矢島千鶴
演 - 須藤真里子（スペシャルのみ）
竜次が片思いをしている動物生理学の研究生。親が決めた婚約者がいる。最終的には竜次と結婚。
虎男の前妻
演 - 大場久美子（スペシャルのみ）
関西在住。虎男と離婚直後に妊娠が判明し、父になりたいと申し出た資産家の男と再婚、出産。しかし子連れ再婚への負い目があり、離婚・それに伴う不利益への恐れから、次第に美樹を疎むようになり「家出してきたというように」と虎男の下へ向かわせる。話を付けに来た未来に養育費を渡そうとするも、あまりの身勝手な言い分に激怒した未来が「あの子は私の子」と罵倒し突き返される。しかしそこで以前、虎男が未来を案じていたことを伝え微笑む。再婚直後に自分と夫と美樹が一緒に写った写真をリビングに飾っている。

## スタッフ
- 脚本 - 遊川和彦
- プロデュース - 八木康夫、横井直行
- 演出 - 横井直行、吉田秋生、壁谷悌之
- 主題歌 - 中山美穂「ただ泣きたくなるの」
- 挿入歌 - To Be Continued「君だけを見ていた」
- 技術 - 本木明博
- カメラ - 野條光一
- 照明 - 横路和幸
- 映像 - 江川英男
- 音声 - 清水昭人
- 音響 - 山下祐司
- 選曲 - 山内直樹
- 編集 - 小幡正人
- 美術プロデューサー - 櫻井鉄夫
- デザイン - 古川雅之
- 美術制作 - 丸山俊史
- タイトル - 松原弘志
- 装置 - 館山道雄
- 装飾 - 藤田明伸
- コスチューム - 大迫靖秀
- 持道具 - 佐藤満
- 番組宣伝 - 伊藤良
- スチール - 池永一之
- ヘアメイク - 浜地幸恵、岩井マミ、牧瀬典子
- プロデュース補 - 植田博樹
- 演出補 - 北村信彦
- 記録 - 鈴木一美
- ロケーション担当 - 小谷圭
- 製作著作 - TBS

## 放送日程

### 連続ドラマ
| 各話   | 放送日       | サブタイトル     | 演出     | 視聴率 |
| ------ | ------------ | ---------------- | -------- | ------ |
| 第1話  | 1994年1月7日 | 美女と3野獣      | 横井直行 | 18.0%  |
| 第2話  | 1月14日      | のぞかれたヒミツ | 横井直行 | 18.0%  |
| 第3話  | 1月21日      | 不吉なおもてなし | 吉田秋生 | 不明   |
| 第4話  | 1月28日      | 悪夢の親族紹介   | 吉田秋生 | 20.1%  |
| 第5話  | 2月4日       | 偽りのシンデレラ | 壁谷悌之 | 不明   |
| 第6話  | 2月11日      | 兄弟仁義         | 横井直行 | 19.4%  |
| 第7話  | 2月18日      | 王子様の正体     | 吉田秋生 | 不明   |
| 第8話  | 2月25日      | 恋のラージヒル   | 吉田秋生 | 不明   |
| 第9話  | 3月4日       | 守ってあげたい   | 壁谷悌之 | 不明   |
| 第10話 | 3月11日      | 告白             | 横井直行 | 不明   |
| 第11話 | 3月18日      | 慟哭             | 吉田秋生 | 18.5%  |
| 最終話 | 3月25日      | バージンロード   | 吉田秋生 | 18.2%  |

### もしも願いが叶うならスペシャル
| 放送日        | サブタイトル                                                       | 演出     |
| ------------- | ------------------------------------------------------------------ | -------- |
| 1995年3月31日 | 清く貧しく美しく でもハワイに行きたい あなたも願いが叶うスペシャル | 壁谷悌之 |

## その他
- 家のセットの一部（ドア・階段・ソファー・絵画）はTBS系ワイドショー番組「スーパーワイド」の2代目スタジオセット（ソファー・絵画は3代目スタジオセットも）に流用された。

- 4話からOPが変更されている。

- 中山美穂と浜田雅功の息のあった掛け合いの良さが評判となり平均視聴率17.8%を記録した。

## 逸話
浜田雅功のロケバラエティ番組『ごぶごぶ』2021年1月2日放送回にて、中山美穂がゲスト出演した際に、竜次役の浜崎貴司と鷹志役の岡田浩暉がサプライズで登場し、毛利兄妹を演じた4人の地上派テレビ放送における再集結が約26年ぶりに実現した。
また、バラエティ番組『スカッとジャパン』2021年9月27日放送回にて、中山、岡田、浜崎の3人が番組内の再現ドラマにおいて再共演を果たした。